# Jezusbeweging
De Jezusbeweging of ook Jesus Movement en soms ook wel aangeduid als de Jesuspeople of  "Jezus-hippies" , was een jeugdbeweging op christelijke grondslag in de jaren 60 van de twintigste eeuw. Deze beweging bestond uit vele verschillende groeperingen maar allemaal met Jezus Christus en het evangelie als grondslag. De meeste vonden hun oorsprong in de Verenigde Staten van Amerika en waren van protestantse origine.

## In de Verenigde Staten
Gedeeltelijk was dit een reactie op de vele verschillende 'seculiere' jeugdbewegingen zoals de flowerpower en de vele links georiënteerde protestbewegingen. In navolging van de leefgemeenschappen die deze soms stichtten, werden er ook door 'Jesuspeople' leefgemeenschappen gesticht die de eerste christelijke gemeenschappen probeerden na te volgen, zoals beschreven staat in het boek Handelingen van de Apostelen. Evangelisten zoals Billy Graham verleenden dikwijls hun medewerking op de vele door de 'Jezusbeweging' georganiseerde massale bijeenkomsten. Tegenwoordig zijn de meeste van deze groeperingen opgeheven en hun leden naar de meer traditionele, meestal evangelische kerken overgestapt. Begin 21e eeuw bestaan enkele van deze leefgemeenschappen nog, maar ze leiden veelal een sluimerend bestaan.
Een van de kenmerken van de beweging was dat ze andere jongeren tot het geloof trachtte te bekeren door de eredienst aantrekkelijk te maken met vlotte, moderne muziek en zang.

## Voortzetting
Een wereldwijde evangelisatiebeweging die hieruit voortgekomen is, betreft die van de Christian Fellowship Ministries. Deze ontstond in 1970 te Prescott in de Amerikaanse staat Arizona, toen enkele hippies zich aansloten bij een kleine reeds bestaande christelijke gemeente. Een spruit van deze beweging zou in 1978 door een echtpaar worden 'geplant' in Australië en later ook in Mexico, Nederland en Duitsland. Deze beweging telde in 2020 meer dan 2100 kerken in 44 Amerikaanse staten en in 117 landen.

## In de Benelux
De Nederlandse Jezusbeweging is ontstaan vanuit een volle-evangeliegemeente. Karel Hoekendijk was daar de leider. In deze Nederlandse Jezusbeweging werd Lucas Goerée een van de leiders. Hij liet zich inspireren door Billy Graham. Lucas Goerée deed in het Amsterdamse Vondelpark evangelisatiewerk onder de daar verblijvende verslaafden. Ook in onder meer Groningen, Apeldoorn, Hengelo en Den Haag ontstonden afgeleide groepen. Daarvan was die in Den Haag de belangrijkste. Ron Munstra startte daar met zijn echtgenote in 1967 een evangelisch kinderwerk in een voormalig baptistenkerkje in de Haagse Van Dijckstraat 149-151. Enkele jaren daarna voelde hij zich bewogen over het groeiende aantal jongeren die aan drugs verslaafd raakten en begon een evangelisch jongerenwerk in hetzelfde kerkje. Hij richtte zich, samen met zijn vrouw en een aantal 'pas bekeerde' jongeren, niet alleen op jongeren uit Den Haag en omgeving, maar nam ook jongeren op uit het Vondelpark. Ron Munstra en de zijnen namen jongeren mee naar Den Haag en boden hen onderdak en begeleiding om van de drugs af te komen. Ook in Dordrecht, Mortsel bij Antwerpen stichtte hij een groep.
De Jezusbeweging binnen de Benelux zette zich minder af tegen de gevestigde kerken en had een minder extreem karakter dan de beweging in de Verenigde Staten.

## Met de Jezusbeweging verbonden organisaties
- Youth for Christ
- Campus Crusade for Christ
- De Navigators